# Фополо
Фополо (итал. Foppolo) је насеље у Италији у округу Бергамо, региону Ломбардија.
Према процени из 2011. у насељу је живело 197 становника. Насеље се налази на надморској висини од 1613 м.

## Становништво
Према резултатима пописа становништва 2011. у општини је живело 202 становника.
| 1936. | 1951. | 1961. | 1971. | 1981. | 1991. | 2001. | 2011. |
| ----- | ----- | ----- | ----- | ----- | ----- | ----- | ----- |
| 126   | 147   | 154   | 203   | 204   | 193   | 208   | 202   |